# Zbór Kościoła Chrześcijan Baptystów w Lublinie
Zbór Kościoła Chrześcijan Baptystów w Lublinie – zbór baptystyczny działający w Lublinie, jeden z lubelskich kościołów protestanckich. Należy do okręgu lubelskiego Kościoła Chrześcijan Baptystów w RP.
Obecnie p.o. pastora zboru jest Randy Hacker, który zastąpił na tym stanowisku wieloletniego pastora lubelskich baptystów – Henryka Kufelda.
Zbór utworzono decyzją Rady Kościoła Chrześcijan Baptystów w RP dn. 13 października 1970 r.

## Działalność
Regularne nabożeństwa odbywają się w każdą niedzielę o godzinie 10:00. Typowy porządek niedzielnego nabożeństwa obejmuje: śpiew, któremu przewodzi miejscowy zespół uwielbieniowy, modlitwy poszczególnych wiernych, czytanie fragmentów Biblii, centralnie umieszczone kazanie (zwiastowanie) Słowa Bożego, a także kolektę. W trakcie nabożeństwa organizowane są zajęcia dla dzieci w ramach Szkółki Niedzielnej. Po nabożeństwie wszyscy obecni są zaproszeni do kontynuowania społeczności w nieformalny sposób w ramach spotkania przy kawie, herbacie i ciastku. Raz na miesiąc zbór obchodzi Wieczerzę Pańską. Ponadto organizowane są grupy domowe, spotkania dla młodzieży oraz studium Biblii.

## Dom modlitwy
Zbór baptystów w Lublinie posiada własny wolnostojący dom modlitwy, znajdujący się przy ul. Kochanowskiego 38a. Budynek kilkupiętrowy, którego jedynym elementem wystroju jest zgodnie z reformowaną tradycją wiary pusty krzyż – symbol zmartwychwstałego Chrystusa. Sala nabożeństw z krzesłami ustawionymi w dwóch nawach, pustym krzyżem, kazalnicą, stołem z otwartą Biblią (używanym także do sprawowania Wieczerzy Pańskiej), miejscem dla grupy muzycznej oraz baptysterium przeznaczonym do udzielania chrztów przez zanurzenie. Stołówka w suterenie z wypisanym na ścianie fragmentem z Listu do Galacjan 5:22-23 służy nieformalnej społeczności po nabożeństwie oraz innym spotkaniom (np. młodzieży). W budynku Kościoła znajdują się również pomieszczenia mieszkalne i gospodarcze.
Począwszy od dnia 6 listopada 2011 coniedzielne nabożeństwa tymczasowo odbywają się w Domu Kultury RUTA przy ul. Różanej 8.